# Iassomorphus ghaurii
Iassomorphus ghaurii är en insektsart som beskrevs av Quartau 1981. Iassomorphus ghaurii ingår i släktet Iassomorphus och familjen dvärgstritar. Inga underarter finns listade i Catalogue of Life.